# 文布当桑乡
文布当桑乡，是中华人民共和国西藏自治区阿里地区革吉县下辖的一个乡镇级行政单位。

## 行政区划
文布当桑乡下辖以下地区：
罗玛村和夏玛村。